# Димитър Кабадаиев
Димитър Кабадаиев (на румънски: Dimitrie Cabadaief; 1887 – 24 септември 1934 г.) е български художник, живял и творил в Кралство Румъния и Австро-Унгария.
Завършва Художествената академия, след което учи във Венеция. През 1904 г. се установява в Крайова, а през 1911 г. се мести в Сибиу.   
Негови платна притежават редица галерии в Европа. Кабадаиев е и иконописец. Като такъв е изографисал над 20 църкви в Трансилвания.